# George McManus

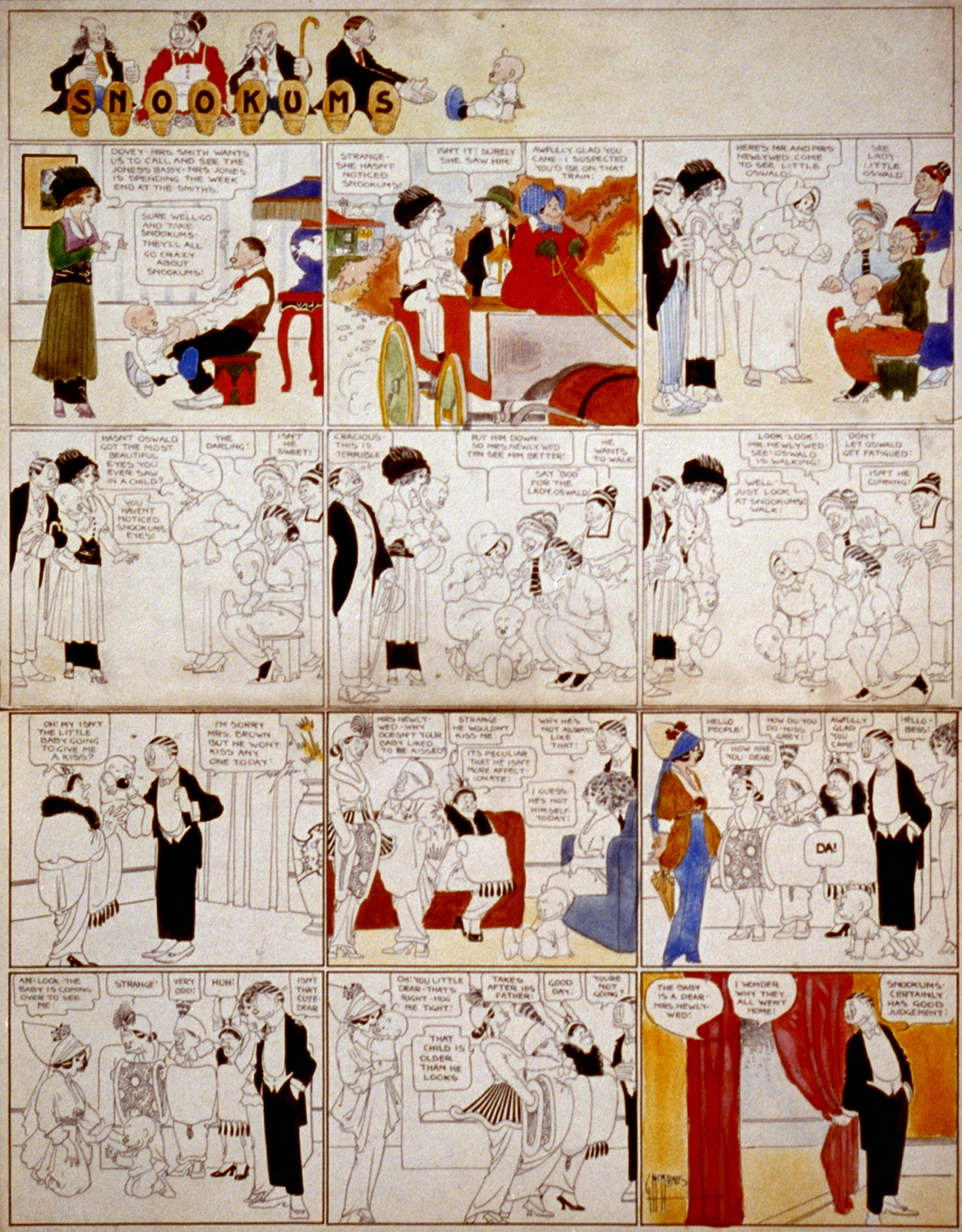
Snookums por George McManus (1912-1918), observar la ropa de moda en el Occidente en la primera década del, en los 1920 las ropas de las mujeres se harían de flappers: más escuetas (mangas cortas, escotes, minifaldas) aunque recién en los 1960 se pondrían definitivamente de moda en la mayor parte del mundo.

George McManus (San Luis, Misuri, 23 de enero de 1884-Santa Mónica, California, 22 de octubre de 1954) fue un destacado autor de historietas estadounidense, autor de la serie Bringing Up Father. Su estilo de dibujo ha influenciado considerablemente a muchos artistas, entre ellos Hergé.

## Biografía
Nacido en San Luis en el seno de una familia de inmigrantes irlandeses, McManus creó su primera tira cómica, Alma and Oliver, para el periódico Saint Louis Republic, antes de cumplir los veinte años. En 1904 se trasladó a Nueva York, y se incorporó a la plantilla del diario New York World, propiedad de Joseph Pulitzer. Para este periódico, McManus creó varias tiras de prensa, entre las que destacan Cheerful Charley, Panhandle Pete (es decir: Pedro Manija de sartén), Snoozer, The Merry Marcelene, Ready Money Ladies, Let George Do It y Nibsby the Newsboy in Funny Fairyland (esta última tenía grandes similitudes con Little Nemo in Slumberland de Winsor McCay). Su serie más exitosa en esta etapa fue The Newlyweds, que contaba las peripecias de un matrimonio joven con un mimado hijo único.
En 1912  abandonó The New York World, y entró a formar parte del equipo del The New York American de William Randolph Hearst. En esta nueva etapa, continuó la serie The Newlyweds, ahora titulada Their Only Child, y creó nuevas series, como Creada por George MacManus en 1912 para uno de los diarios de Hearst,  o
Spareribs and Gravy, Love Affairs of a Mutton Head, Rosie's Beau y la tira que le haría pasar a la historia del cómic, Bringing Up Father también llamada Jiggs and Maggie (en ciertos países de habla española traducida como "Trifón y Sisebuta", en Argentina como "Pequeñas delicias de la vida conyugal"), una de las más exitosas y perdurables historietas satíricas de todos los tiempos, en Jiggs and Magie se retrataba a un matrimonio de clase media en el cual la mujer tomaba un rol predominante indicando con ello la hasta entonces reprimida liberación femenina pero caricariturizándola mediante un marido sometido a su neurótica y arribista esposa, esta Family strip o historieta familiar anticipó a la “Blondie” de Chic Young, aunque en la family strip de Young la esposa aparece menos agresiva ya que el marido es directamente un sujeto simplote.